# Гаркавенко Георгій Павлович
Георгій Павлович Гаркавенко (17 лютого 1910, місто Конотоп, тепер Сумської області — ?) — радянський діяч, 1-й секретар Житомирського міського комітету КПУ, секретар Житомирського промислового обласного комітету КПУ.

## Біографія
Член ВКП(б) з 1930 року.
З травня 1942 до 1945 року — в Червоній армії, учасник німецько-радянської війни. Служив у 294-му стрілецькому полку.
Потім перебував на відповідальній партійній роботі.
На 1947—1948 роки — заступник завідувача відділу Чернігівського обласного комітету КП(б)У.
У 1958 — січні 1963 року — 1-й секретар Житомирського міського комітету КПУ.
18 січня 1963 — 4 грудня 1964 року — секретар Житомирського промислового обласного комітету КПУ — голова промислового обласного комітету партійно-державного контролю. Одночасно, 17 січня 1963 — 4 грудня 1964 року — заступник голови виконавчого комітету Житомирської промислової обласної Ради депутатів трудящих.
Подальша доля невідома.

## Звання
- капітан

## Нагороди
- орден «Знак Пошани»
- ордени
- медаль «За оборону Кавказу»
- медаль «За перемогу над Німеччиною у Великій Вітчизняній війні 1941—1945 рр.»
- медалі